# Das Reich der Zeichen
Das Reich der Zeichen (L’empire des signes) ist ein literaturtheoretischer Aufsatz des französischen Poststrukturalisten und Semiotikers Roland Barthes aus dem Jahr 1970. Eine deutsche Übersetzung erschien erstmals 1981 im Suhrkamp Verlag.

## Inhalt
Barthes legte gegen Ende der 60er Jahre seinen Schwerpunkt auf die Erforschung der Bedingungen der „Möglichkeiten dessen, was gesagt und gedacht werden kann“, also auf die „Konstitution der Bedeutungsstrukturen. (…) Da man keinen Standpunkt außerhalb der eigenen Sprache einnehmen kann, muss man zunächst die vorgegebenen Strukturen, die Sprache und die Sprechweisen, selbst erforschen, um von dort aus die eigene Kultur umdenken zu können.“ Er wendet sich als Semiologe der Kritik des Zeichens an sich zu. In seinen Aufzeichnungen nach einer Japanreise schafft er mit Das Reich der Zeichen einen „Gegenmythos“, um die Mythen des Westens „zu überformen und dadurch zu entmachten.“

### Pluralisierung und Dezentrierung
Das Verfahren, das er dabei anwendet, ist das der Pluralisierung und Dezentrierung. Für seinen Gegenmythos beschreibt er nicht Japan als etwas Objektives oder als ein Idealbild, sondern als das, „was Japan in ihm ausgelöst hat“, und fasst diese Erzählung in eine Fiktion: „Ich kann auch ohne jeden Anspruch, eine Realität darzustellen oder zu analysieren (gerade dies tut der westliche Diskurs mit Vorliebe), irgendwo in der Welt (dort) eine gewisse Anzahl von Zügen (ein Wort mit graphischem und sprachlichem Bezug) aufnehmen und aus diesen Zügen ganz nach Belieben ein System bilden. Und dieses System werde ich Japan nennen.“
Das Mittel der Dezentrierung zeigt sich auch in der Komposition von Das Reich der Zeichen selbst: Barthes parodiert hier „zugleich die Anfänge der anthropologischen Photographie“, indem er Bild und Text miteinander durch eine „serielle Anordnung verschiedener Photoporträts (…) zu einer texttheoretischen Lektüre“ verschränkt.

### Zeichentheorie
In S/Z kritisiert Barthes die traditionell bevorzugte Position des Signifikats gegenüber dem materiellen Bedeutungsträger, dem Signifikanten. In Das Reich der Zeichen wendet er sich noch vehementer gegen die „vermeintlich wahre, innere Bedeutung“, gegen die Instrumentalisierung der Signifikanten. So stellt er am Beispiel des Haiku die Sinn gebende Leseweise des Westens der „sinnlichen Lektüre“ entgegen. Dabei ist es nicht „das Ziel Barthes' dem Sinn einen Nicht-Sinn als Kontrapunkt entgegenzustellen, sondern er zeigt, wie die Konzentration des Westens von dem vermeintlich ‚bedeutungsvollen‘ Kern abgelenkt werden kann. Er übt also keinen direkten Widerstand gegen die okzidentale Ethik der Bedeutung, indem er einfach für das Gegenteil plädiert, sondern er zielt darauf, den Begriff der 'Bedeutung' zu verflüssigen, so dass er ungreifbar wird.“
Zwar könne, wie er in seiner Biographie verdeutlicht, Sinn „zwar durchaus im Nichts verschwinden“, aber der Nicht-Sinn sei die „schlimmste aller Bedeutungsgebungen“. Gegen diesen Nicht-Sinn stellt er das Konzept der Dezentrierung, wie er es am Haiku erläutert: Interpretationsversuche westlicher Art, „ob Dechiffrierung, Formalisierung oder Tautologie … die bei uns dazu bestimmt sind, den Sinn zu durchdringen, d. h. in ihn einzubrechen“, könnten den „Haiku mithin nur verfehlen, denn die Lesearbeit, die mit ihm verbunden ist, liegt darin, die Sprache in der Schwebe zu halten, und nicht darin, sie zu provozieren.“

### Westliche vs. östliche Philosophie
Im westlichen Denken zielt der Betrachter darauf, sich selbst in dem Fremden zu spiegeln. Mit seinem Buch Das Reich der Zeichen geht es Barthes darum, diesen Spiegel so gut wie zu entleeren. Diese Form der Dezentrierung wird dem westlichen Narzissmus entgegengehalten: „En Occident, le miroir est un objet essentiellement narcissique: l’homme ne pense le miroir que pour s’y regarder; mais en Orient, semble-t-il, le miroir est vide; (…) le miroir ne capte que d'autres miroirs, et cette réflexion infinie est le vide meme.“
Im Abschnitt „Ohne Sprache“ zeichnet er eine andere Wahrnehmung des Fremden auf, die den Reisenden wohl tut, weil er sich in der „rauschende Masse einer unbekannten Sprache“ eine „delikate Abschirmung“ verschafft: „Welche Ruhe im Ausland! Dort bin ich sicher vor Dummheit, Gewöhnlichkeit, Eitelkeit und weltmännischem Gehabe, vor Nationalität und Normalität. Die unbekannte Sprache (…) deren reine Bedeutung ich dennoch wahrnehme, (…) zieht mich in ihre künstliche Leere hinein, (…) Ich lebe in einem Zwischenraum, der frei von jeder vollen Bedeutung ist.“ Dagegen steht das bürgerliche Nachfragen „Wie sind Sie dort mit der Sprache zurechtgekommen?“ als Mythos und Ideologie („ideologische Behauptung“) des westlichen Denkens, die durch „praktische Fragen bemäntelt wird: Kommunikation gibt es nur in der Sprache.“
Durch die ‚Ausdehnung der Signifikanten‘ im „Ausland“/„Japan“, die für den Reisenden „um so vieles weiter als die Sprache ist“, gibt es einen „Austausch der Zeichen trotz der Undurchsichtigkeit der Sprache und zuweilen gar wegen ihr“, was Barthes als „Reichtum“, „bestrickende Beweglichkeit und Subtilität“ beschreibt: „Der Grund liegt darin, dass der Körper dort frei von Hysterie und Narzissmus ist (…) der ganze Körper (…) unterhält mit Ihnen eine Art kindlicher Plauderei, der jedoch die vollkommene Beherrschung der Codes alles Regressive und Infantile nimmt.“ Barthes erläutert das am Beispiel einer Verabredung: „Eine Verabredung treffen (mit Gebärden, Skizzen und Namen) benötigt mit Sicherheit eine ganze Stunde; aber diese Stunde (…) hat man den ganzen Körper des anderen erkannt, geschmeckt und aufgenommen, hat dieser (ohne wirkliche Absicht) seine eigene Erzählung, seinen eigenen Text ausgebreitet.“

## Ausgaben
- Das Reich der Zeichen. Frankfurt/M. 1981, Suhrkamp. ISBN 3-518-11077-2 [L’empire des signes, 1970]